# Remise Delfshaven
De Remise Delfshaven, in de Rotterdamse wijk Delfshaven, is een voormalige tramremise van de Rotterdamse Electrische Tram. Het gebouw was oorspronkelijk in gebruik bij de Stoomtram Rotterdam - Schiedam. Na de elektrificatie kreeg de RETM hier onderdak. De remise bleef in dienst tot 1968, toen de Remise Hilledijk in gebruik werd genomen. Nadien waren de Rotterdamse museumtrams hier ondergebracht, tot de sluiting in 2010. Sinds 2011 is het Rotterdams Openbaar Vervoer Museum gevestigd in de Remise Hillegersberg.